# Amy-Cathérine de Bary
Amy-Cathérine de Bary, född den 29 januari 1944, är en schweizisk ryttare.
Hon tog OS-silver i lagtävlingen i dressyr i samband med de olympiska ridsporttävlingarna 1984 i Los Angeles.